# Streblosoma hartmanae
Streblosoma hartmanae är en ringmaskart som beskrevs av Kritzler 1971. Streblosoma hartmanae ingår i släktet Streblosoma och familjen Terebellidae. Inga underarter finns listade i Catalogue of Life.